# Innerlijke emigratie
Innerlijke of binnenlandse emigratie is de houding van intellectuelen die zich terugtrekken uit de maatschappij uit afkeer van de politiek, in het bijzonder in politiestaten en totalitaire regimes. Hoogstens is het een passieve vorm van verzet, waarbij de dissidentie heimelijk blijft en de betrokkenen zich uiterlijk conformeren. 

## Geschiedenis
Een vroeg gebruik van de term is te vinden in het werk van Delphine de Girardin, een aristocrate die onder haar pseudoniem vicomte de Launay blijk gaf van nostalgie naar het ancien régime. Onder de noemer émigration intérieure beschreef ze in 1838 jonge adellijke legitimisten die zich hadden afgekeerd van de burgerlijke politiek van de Julimonarchie en zich overgaven aan hedonisme. De term émigrés was politiek beladen en verwees naar de royalisten die zich tijdens de Franse Revolutie in het buitenland hadden verzameld in de hoop het ancien régime te herstellen. Maar de nieuwe generatie van "binnenlandse" emigranten koos dus voor dansen en feesten in plaats van oorlog en politiek.
Na 1848 begonnen modernistische schrijvers een discours van zelfopgelegde verbanning uit de maatschappij te cultiveren. Populair was de beeldspraak van Gérard de Nerval over zich isoleren in een ivoren toren.
In het Russische Rijk en in de Sovjet-Unie werden dissidenten soms gestraft met interne ballingschap, afgedwongen via systemen als de propiska. Metaforisch ging men spreken over interne emigratie (вну́тренняя эмиграция vnoetrennaja emigratsia) om aan te geven dat men in de geest afstand had genomen van politieke bekommernissen. Het gevoel van machteloosheid uitte zich in een mentale relocatie die grensde aan apathie en nihilisme. Voor het regime behoorden de "binnenlandse emigranten" tot de kapitalistische vijfde kolonne, zoals onder meer tegen Boris Pasternak werd aangevoerd.
In Nazi-Duitsland (1933-1945) betekende de Gleichschaltung dat het zeer gevaarlijk werd voor intellectuelen die zich niet achter het nationaalsocialisme schaarden. Velen vertrokken in ballingschap en kenden een precair bestaan als staatloze, wat hen niet verhinderde een uitgebreide exilliteratuur te creëren. Onder degenen die bleven, was er een groep die zich min of meer terugtrok uit het openbare leven om niet de schijn van steun aan het regime te wekken. Niet weinigen kregen een publicatieverbod. Het ging om mensen als Stefan Andres, Gottfried Benn, Werner Bergengruen, Erich Kästner en Gertrud von Le Fort. Na de oorlog kwamen zij bekend te staan als de innere Emigration.
De term ontstond in een polemische context. Vanaf 1945 ontspon zich namelijk een bittere controverse over de morele positie van de vertrekkers en de blijvers. Het kamp van de fysieke emigranten werd aangevoerd door Thomas Mann. Ontzet over de holocaust, bracht hij via de radio en in opiniestukken de boodschap dat al wat Duits was tot in het diepst van zijn ziel geraakt en onteerd was door de gruwel, zonder evenwel een collectieve schuld aan de orde te stellen. De schrijver Walter von Molo repliceerde in een open brief dat de gruwel het werk was geweest van een beperkt aantal zieke geesten en dat het Duitse volk er niets mee te maken had. Frank Thiess trad hem bij in een stuk waarin hij over "innerlijke emigratie" sprak (een term die hij – wellicht ten onrechte – beweerde te hebben geïntroduceerd).
Thiess meende dat er volstrekt legitieme financiële en familiale redenen konden geweest zijn om te blijven en dat de niet-collaborerende achterblijvers moeilijkheden hadden doorstaan die in schril contrast stonden met het comfort vanwaaruit emigranten als Mann opereerden. Daarmee namen Molo en Thiess de slachtofferrol op, zonder de holocaust ook maar te noemen. Mann antwoordde dat er een "geur van bloed en schande" kleefde aan alle boeken die onder de nazi's waren gepubliceerd. Aanvankelijk had het standpunt van zijn tegenstanders in Duitsland de bovenhand, maar vanaf de jaren '60 begon dat te kantelen. Toen bleek ook dat de zelfverklaarde woordvoerders van de innerlijke emigratie veel dichter bij het nationaalsocialisme hadden gestaan dan zij achteraf lieten uitschijnen.
Ook in de naoorlogse periode wordt de term innerlijke emigratie nog gebruikt. Zo is hij toegepast op de Anglo-Ieren na de oprichting van de Ierse Republiek.

## Voetnoten
1. ↑  Lettres parisiennes, Lettre quatrième, 15 maart 1838
2. ↑  Peter Nicholls, Modernisms. A Literary Guide, 1995, p. 13
3. ↑  Peter Finn en Petra Couvee, De zaak Zjivago. Het Kremlin, de CIA en de strijd om een verboden roman, 2014
4. ↑  Frank Thiess, "Die innere Emigration", Münchener Zeitung, 18 augustus 1945
5. ↑  Billy Gray, "'The Lukewarm Conviction of Temporary Lodgers': Hubert Butler and the Anglo-Irish Sense of Exile" in: New Hibernia Review, 2005, nr. 2, p. 84-97. DOI:10.1353/nhr.2005.0038